# Mesolia plurimella
Mesolia plurimella là một loài bướm đêm trong họ Crambidae.